# Юттнер, Макс
Макс Пауль Вильгельм Вернер Юттнер (нем. Max Paul Wilhelm Werner Jüttner ; 11 января 1888, Заальфельд — 14 августа 1963, Мюнхен) — партийный деятель НСДАП, обергруппенфюрер СА, и. о. начальника штаба СА (2 мая — август 1943).

## Биография
Участник Первой мировой войны . В 1919 году вступил в Добровольческий корпус, затем перешел в «Стальной шлем». С 1923 года — руководитель отрядов «Стального шлема» в Галле. С 1933 года — заместитель руководителя «Стального шлема» в Центральной Германии. После поглощения «Стального шлема» СА переведен в ноябре 1933 года в Высший штаб СА и назначен командиром 4-й обергруппы СА. С 12 ноября 1933 — депутат Рейхстага от Галле-Мерзебурга. В 1934-45 годах возглавлял Главное оперативное управление СА. В 1939 г. одновременно стал заместителем начальника штаба СА.
Высокопоставленный деятель СС Ганс Юттнер, в ряде источников указанный как его брат, не был его родственником, что ошибочно указано в ряде источников. Макс был сыном фабриканта из Тюрингии, тогда как Ганс — сыном заместителя директора учебного заведения из Позена.
Макс Юттнер был непосредственным руководителем всей текущей неполитической деятельности СА при Викторе Лютце и Вильгельме Шепмане, а в короткий период между смертью Лютце и назначением Шепмана исполнял обязанности начальника штаба.
В конце войны возглавил группу фольксштурма в Мюнхене, которую распустил при приближении американских войск и сдался в плен. Как высшее должностное лицо СА среди задержанных нацистов, свидетельствовал на Нюрнбергском процессе, указывая на значительное уменьшение роли СА после «ночи длинных ножей», благодаря чему СА, в отличие от СС и многих других нацистских организаций, не были признаны преступной организацией.
В 1957 г. был привлечён в качестве свидетеля к процессу против Зеппа Дитриха, который обвинялся в убийствах во время «ночи длинных ножей». При этом Юттнер, не высказываясь прямо в поддержку Дитриха, в то же время свидетельствовал, что Рём неоднократно негативно высказывался против руководства нацистской партии и пытался создать вооружённое ополчение на базе СА.

## Семья
Имел сына и двоих дочерей. Сын и двое зятьев погибли на Восточном фронте.

## Награды
Юттнер получил многочисленные награды, среди которых:
- Железный крест 2-го и 1-го класса
- Нагрудный знак «За ранение» в серебре
- Почетный крест ветерана войны с мечами
- Почетная повязка СА
- Почётный кинжал СА
- Золотой партийный знак НСДАП
- Медаль «За выслугу лет в НСДАП» в бронзе и серебре (15 лет)